# Свирин, Александр Борисович
Алекса́ндр Бори́сович Сви́рин (настоящая фамилия Шапи́ро, 1912—1984) — русский советский прозаик и поэт, по основной профессии — врач. Автор серии детских книг «Книга знаний».

## Биография
Жил в Москве. Много лет проработал по основной профессии — врачом-рентгенологом.
В конце 1950 — начале 1960-х годов работал для редакции детских программ Московской студии телевидения, участвовал в создании многих развлекательных и образовательных передач для детей.
В конце 1970-х годов перенёс обширный инфаркт, затем — операцию по поводу рака гортани. Умер в 1984 году.

## Творчество
Известен главным образом как автор серии детских книг «Книга знаний» (1962—1970). Два первых выпуска написал в соавторстве с М. Ю. Ляшенко, а последние три — самостоятельно. Богато иллюстрированные книги, представляющее собой своеобразную смесь детской научной фантастики и научно-популярной литературы, по общему признанию, стали удачей авторов. Судя по оборванному концу пятой книги, вышедшей в 1970 году, серия предполагала продолжение, которое, однако, так и не появилось.
Писал стихи, которые высоко ценил, в частности, его друг поэт Давид Самойлов, но подавляющая часть которых так и осталась неопубликованной. Два стихотворения Свирина вошли в исторические книги В. Г. Яна (с которым Свирин часто общался в 1920–1930-е годы): «Финикийский корабль» (1931) и «Огни на курганах» (1932). Ещё два коротких стихотворных фрагмента Свирин включил в последний выпуск «Книги знаний» («Экспедиция к предкам»).
В 1995 году в московском журнале «Комментарии» был опубликован отрывок из воспоминаний Свирина «Цейтнот». По словам Д. Самойлова, Свирин оставил также не предназначенные для печати заметки, которые Самойлов, с разрешения автора, цитирует в своих воспоминаниях «Перебирая наши даты». Ему же поэт посвятил и стихотворение «В последний раз со старым другом…» (1982).

## Публикации
- Свирин А., Ляшенко М. До Земли еще далеко / Худож. Б. Маркевич и Н. Гришин. — М.: Детский мир, 1962. — 96 с. — (Книга знаний. 1). — 115 000 экз.
- Свирин А., Ляшенко М. На этой планете можно жить / Худож. Б. Маркевич и Н. Гришин. — М.: Детский мир, 1964. — 96 с. — (Книга знаний. 2). — 115 000 экз.
- Свирин А. Операция «Океан» / Рис. В. Севрюгова. — М.: Малыш, 1965. — 96 с. — (Книга знаний. 3). — 115 000 экз.
- Свирин А. Большая охота / Илл. Г. Никольский и др.. — М.: Малыш, 1966. — 96 с. — (Книга знаний. 4). — 115 000 экз.
- Свирин А. Экспедиция к предкам / Илл. В. Щапов и В. Севрюгов. — М.: Малыш, 1970. — 112 с. — (Книга знаний. 5). — 115 000 экз.
- Свирин А. Цейтнот // Комментарии. — 1995. — № 4. — С. 203–228.